# St. Ulrich (Kleinreichertshofen)

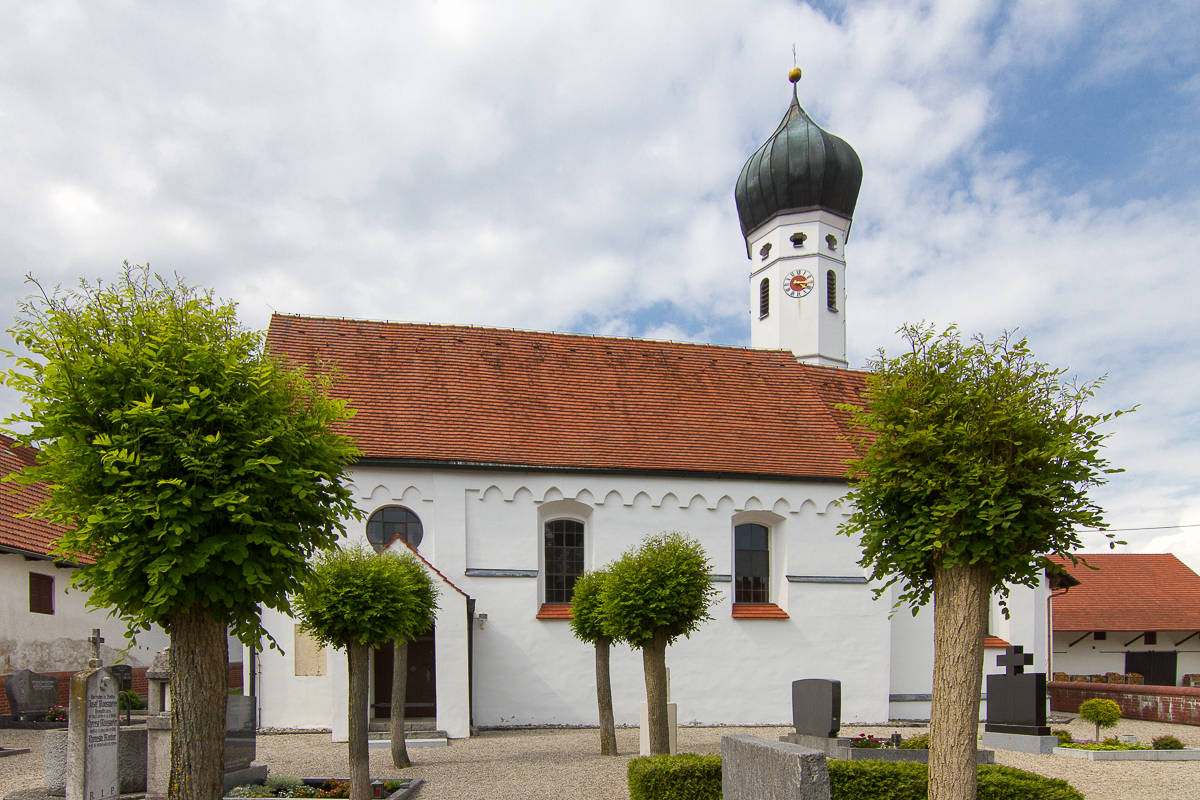
St. Ulrich in Kleinreichertshofen

Die römisch-katholische Filialkirche St. Ulrich steht in Kleinreichertshofen, einem Gemeindeteil der Stadt Pfaffenhofen an der Ilm im oberbayerischen Landkreis Pfaffenhofen an der Ilm. Das Bauwerk ist in der Liste der Baudenkmäler in Pfaffenhofen an der Ilm als Baudenkmal unter der Nr. D-1-86-143-98 eingetragen. Die Kirche gehört zum Dekanat Pfaffenhofen im Bistum Augsburg.

## Beschreibung
Die im Kern gotische Saalkirche stammt aus dem 13./14. Jahrhundert. Sie besteht aus dem im 19. Jahrhundert nach Westen verlängerten Langhaus, dem eingezogenen Chor mit Fünfachtelschluss im Osten und dem 1710 an der Nordwand des Chors angebauten Chorflankenturm. Das achteckige Obergeschoss des mit einer Zwiebelhaube bedeckten Turms enthält die Turmuhr und den Glockenstuhl.
Der Innenraum des Chors ist mit einem Stichkappengewölbe überspannt, der des Langhauses mit einer Flachdecke mit Hohlkehle. Der 1795 aufgestellte Hochaltar wird von den Skulpturen des Rupert von Bingen und des Martin von Tours flankiert.